# セザリー症候群

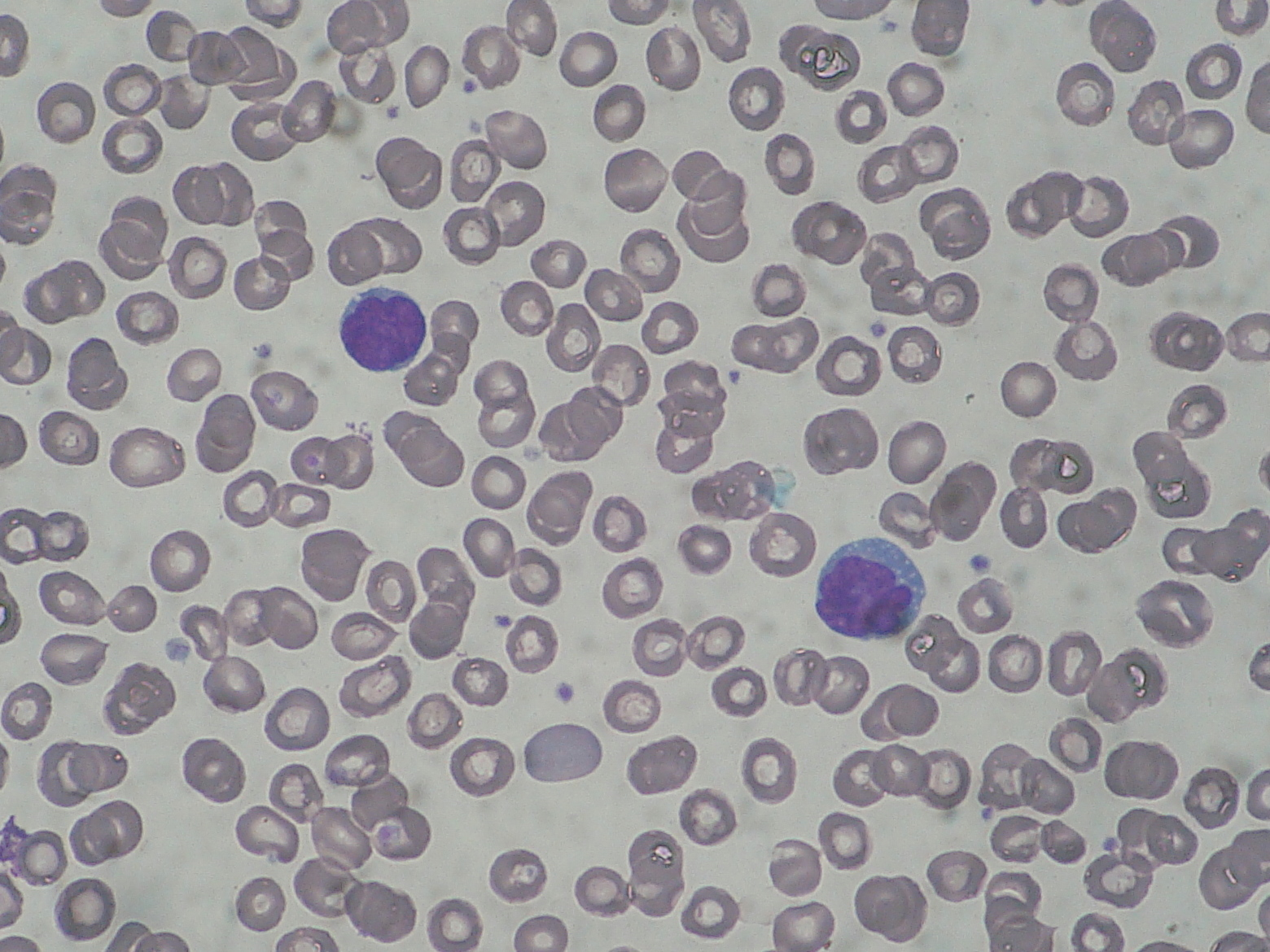
セザリー症候群でみられるセザリー細胞。くびれの深い核を持った異型リンパ球である。

セザリー症候群（セザリーしょうこうぐん、英: Sézary syndrome）は、皮膚の悪性リンパ腫の一種であり、全身が赤くなり痒みが出現し、発熱とリンパ節腫脹も伴う疾患。フランスの皮膚科医アルベール・セザリー (1880-1956) が報告した。
菌状息肉症と同じく、皮膚T細胞性リンパ腫に属する。本症が菌状息肉症の進行したものと考える説もあるが、菌状息肉症が全例セザリー症候群となるわけではない。末梢血中に出現する異常リンパ球はセザリー細胞と呼ばれる。

## 頻度
比較的まれ。50〜60歳以上に好発。

## 症状
紅皮症、リンパ節腫大、末梢血異型リンパ球の出現がある。これをセザリー症候群の3主徴という。強い全身症状を伴わずに慢性的に経過することが多い。

## 診断
- 病理検査:Pautrier微小膿瘍など[2]。
- 免疫染色
- 血液検査:末梢血異型リンパ球の存在。

ただし、すべてのセザリー症候群でこれらがみられるわけではない。そのため、この診断の確定には、紅皮症に挙げられる疾患を除外する必要がある。

## 治療
ステロイド外用療法、PUVA療法（紫外線療法）、インターフェロン療法など。重症例では化学療法剤（抗がん剤）なども併用する。

## 予後
悪性腫瘍の分類ではあるが、平均生存期間が年単位の低悪性群に分類される。